# No 18 (parfum)

No 18 de Chanel est un parfum créé en 2007 par Jacques Polge. 
Il porte l'adresse de la joaillerie de la place Vendôme. Son bouquet floral comprend la graine d'ambrette, matière rare extraite de la fleur d'hibiscus.